# Чайниче
Чайниче (сербохорв. Чајниче / Čajniče) — город на востоке Боснии и Герцеговины, у границы с Черногорией. Административный центр одноимённой общины, входящей в субрегион Фоча региона Источно-Сараево в Республике Сербской.
В городе находится монастырь Успения Богородицы, в которой находится древняя икона Чайницкая Красница.

## История
Впервые Чайниче в исторических документах упоминается в 1477 году, как один из главных городов провинции Герцеговины, которая на тот момент входила в состав Османской империи. Через город проходил важный торговый путь — Дубровник–Стамбул. Старая православная церковь в Чайниче впервые упоминается в 1492 году. В 17 веке в городе работало много кузнецов.

## Население
Численность населения города по переписи 2013 года составила 2 401 человек, общины — 5 449 человек.
Этнический состав населения города по переписи 1991 года:
- всего — 3,152 (100 %);
- сербы — 1,802 (57,17 %);
- боснийцы — 1,192 (37,81 %);
- югославы — 51 (1,61 %);
- хорваты — 2 (0,06 %);
- другие — 105 (3.33 %).